# ارنست هوفشمید
ارنست هوفشمید (آلمانی: Ernst Hufschmid؛ زادهٔ ۹ اکتبر ۱۹۱۰ - درگذشته نامشخص) بازیکن هندبال اهل سوئیس بود.